# Ngày Giải phóng

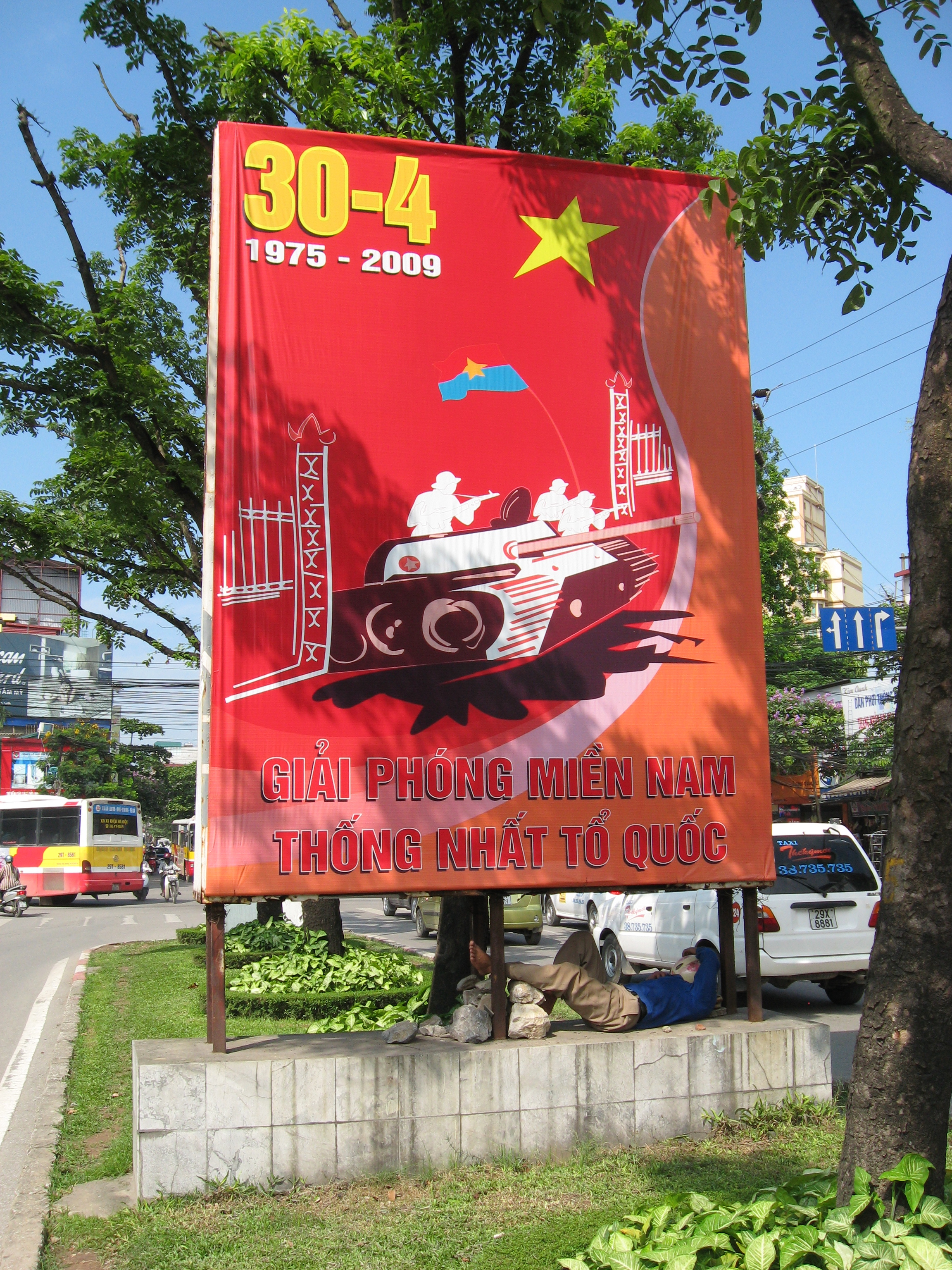
Áp phích kỷ niệm Ngày Giải phóng miền Nam 30 tháng 4 năm 1975

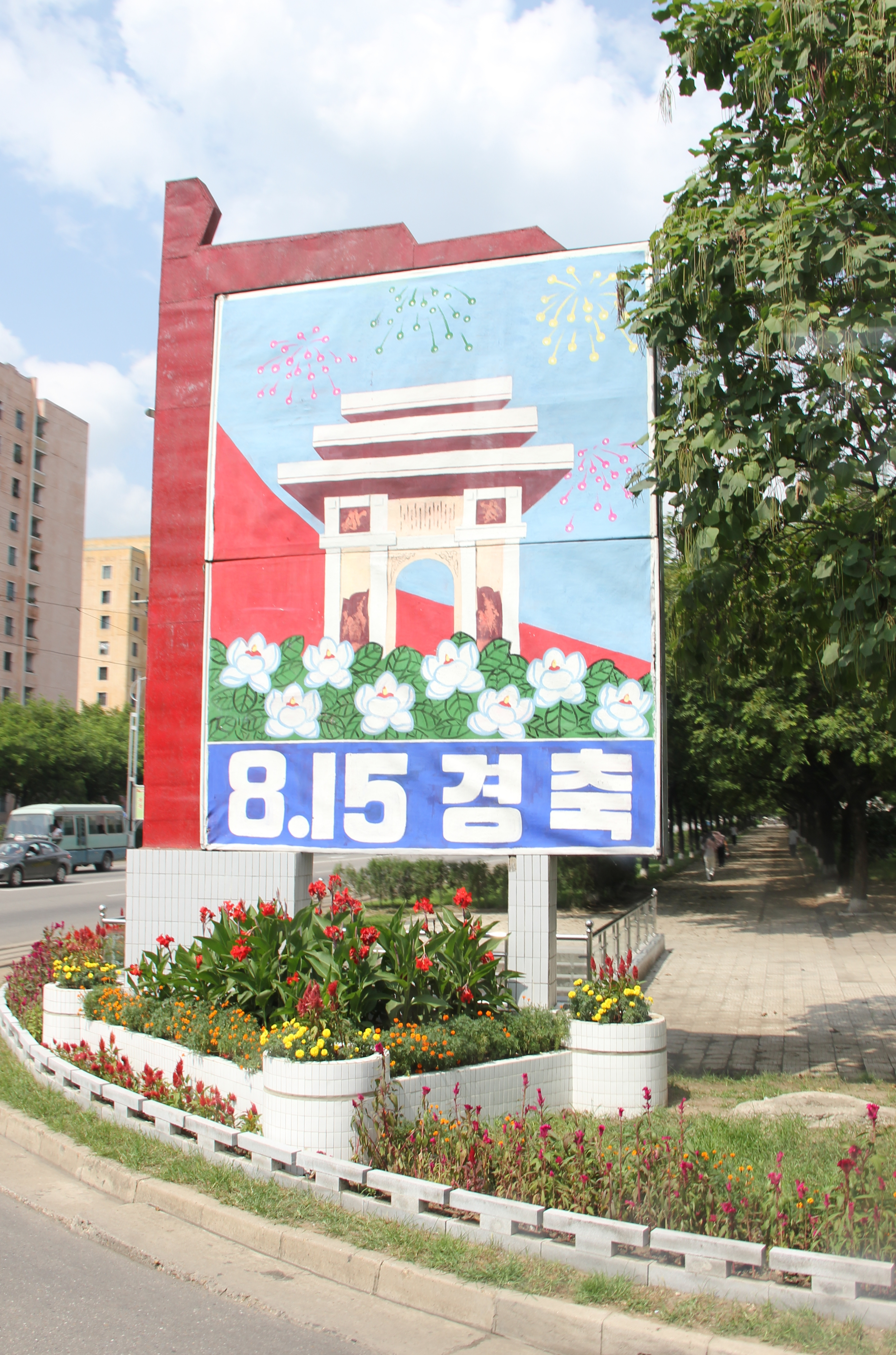
Poster Ngày Giải phóng ở Bình Nhưỡng, Bắc Triều Tiên

Ngày Giải phóng (Liberation Day) là một ngày kỷ niệm lịch sử, thường là ngày lễ nhằm đánh dấu công cuộc giải phóng của một quốc gia, dân tộc, địa phương, tương tự như Ngày Độc lập (Ngày quốc khánh), nhưng khác với Ngày độc lập thì Ngày giải phóng không nhất thiết liên quan đến việc khai sinh ra chính thể nhà nước, thành lập chính quyền lâm thời. Vào ngày Ngày lễ quốc gia này thì ở nhiều nước đã tổ chức các sự kiện, nghi lễ trọng đại để tôn vinh lịch sử và ý nghĩa của Ngày giải phóng trong tiến trình lịch sử của quốc gia, dân tộc, địa phương.

## Ý nghĩa
Ngày Giải phóng kỷ niệm sự kết thúc của một cuộc chiếm đóng (như Ngày Quang Phục ở Bắc Triều Tiên đánh dấu kết thúc sự chiếm đóng của Phát xít Nhật, Ngày giải phóng của quần đảo Falkland) hoặc sự sụp đổ của một chế độ (như ở Campuchia thì ngày 7 tháng 1 năm 1979 là Ngày giải phóng khỏi chế độ diệt chủng Khmer Đỏ thân tín của Bắc Kinh, hay Ngày lễ ở Bồ Đào Nha) hoặc công cuộc giải phóng khỏi cả sự chiếm đóng của ngoại bang cùng với chế độ cộng tác với nước ngoài mà thường được bên chiến thắng gọi là chế độ bù nhìn, chế độ tay sai, bán nước (như trong Ngày lễ ở Pháp và Ngày giải phóng Ý, Ngày Giải phóng Miền Nam, thống nhất đất nước ngày 30 tháng 4 ở Việt Nam mà còn được gọi là Ngày Chiến thắng, Ngày Thống nhất). Ngày giải phóng ở Ý kỷ niệm chiến thắng của phong trào kháng chiến Ý chống lại Đức Quốc xã và Cộng hòa Xã hội Ý, nhà nước bù nhìn của Đức Quốc xã và nhà nước tàn dư của phát xít, đỉnh cao của giải phóng Ý khỏi sự chiếm đóng của Đức và của nội chiến Ý, trong giai đoạn sau của Chiến tranh thế giới thứ II.

## Các nước
Ở Việt Nam, ngày 30 tháng 4 là một ngày lễ thường niên ở Việt Nam để kỷ niệm sự kiện 30 tháng 4 năm 1975 đánh dấu sự kết thúc của chiến tranh Việt Nam và được gọi là Ngày chiến thắng hoặc là Ngày Thống nhất hay Ngày Giải phóng Miền Nam, thống nhất đất nước là một ngày lễ quốc gia của Việt Nam, đánh dấu sự kiện chấm dứt Chiến tranh Việt Nam khi Tổng thống Dương Văn Minh của Việt Nam Cộng hòa tuyên bố đầu hàng vô điều kiện Chính phủ Cách mạng lâm thời Cộng hòa miền Nam Việt Nam vào trưa ngày 30 tháng 4 năm 1975. Ngày 30 tháng 4 năm 1975 với hình ảnh xe tăng quân giải phóng tiến vào Dinh Độc Lập đó chính là kết quả trực tiếp của Chiến dịch Mùa Xuân năm 1975 và là một mốc quan trọng trong lịch sử Việt Nam với tên gọi là Kháng chiến chống Mỹ cứu nước 30 năm. Hằng năm, tại Việt Nam thường tổ chức nhiều hoạt động để kỷ niệm ngày này và được pháp luật Việt Nam quy định là ngày nghỉ lễ quốc gia. Trong đó, Lễ diễu binh, diễu hành kỷ niệm 50 năm Ngày giải phóng miền Nam, thống nhất đất nước diễn ra vào ngày 30 tháng 4 năm 2025 là là sự kiện có quy mô lớn nhất từ trước đến nay.
Ở Bắc Triều Tiên có sự kiện Ngày Quang Phục (광복절) hay còn gọi là Ngày Giải phóng Quốc gia Triều Tiên (조국해방의 날) hay Chogukhaebangŭi Nal (조국해방의 날) Ngày Giải phóng Tổ quốc là ngày lễ công cộng được tổ chức hàng năm vào ngày 15 tháng 8 ở cả Triều Tiên và Hàn Quốc. Ngày này kỷ niệm ngày Bán đảo Triều Tiên được Đồng minh giải phóng vào năm 1945 khỏi 35 năm cai trị của thực dân Nhật Bản. Ngày này cũng trùng với ngày kỷ niệm thành lập Hàn Quốc vào năm 1945. Ngày Giải phóng là ngày lễ chính trị duy nhất được tổ chức ở cả hai miền Triều Tiên.. Ngày này đánh dấu lễ kỷ niệm hàng năm của thông báo rằng Nhật Bản sẽ đầu hàng vô điều kiện vào ngày 15 tháng 8 năm 1945. Ở Bắc Triều Tiên, người ta thường lên lịch tổ chức đám cưới vào ngày lễ này. Ngày lễ này ở Bắc Triều Tiên thường được tổ chức bằng một cuộc duyệt binh hoành tráng tại Quảng trường Kim Nhật Thành vào những năm kỷ niệm. Cuộc duyệt binh được tổ chức lại vào năm 1953, sau đó được tiến hành hàng năm cho đến năm 1960, khi nó tạm dừng cho đến đầu những năm 2000.